# Low Moor (Iowa)
Low Moor è un comune degli Stati Uniti d'America, situato nello Stato dell'Iowa, nella contea di Clinton.